# Elektronische reisvergunning

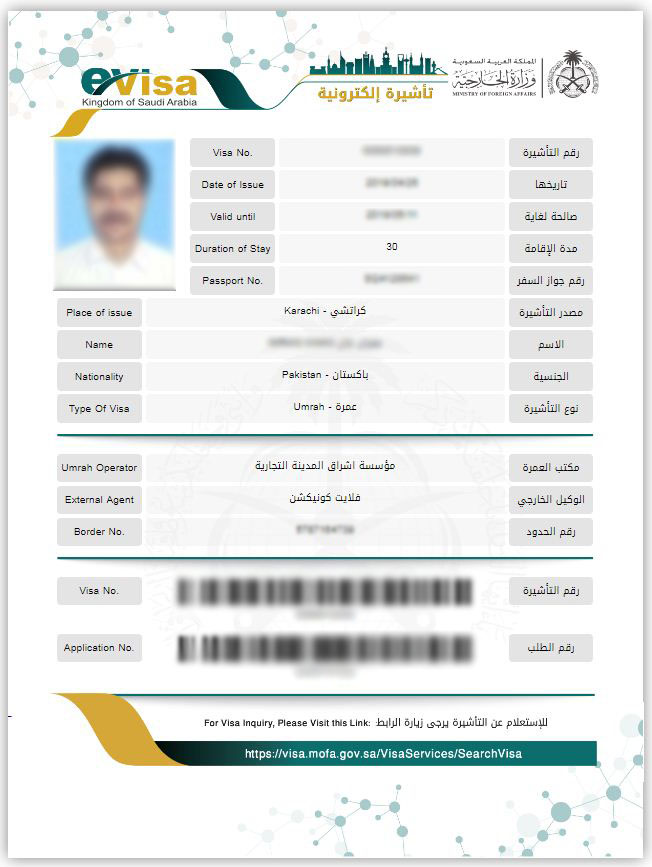
De immigratiediensten van de meeste landen eisen dat houders van een elektronisch visum een afgedrukte ontvangstbevestiging overleggen bij de grensovergang.

Een elektronische reisvergunning, ook elektronische reistoestemming,: electronic travel authorization, ETA of eTA genoemd, en een elektronisch visum (e-visum) zijn twee types digitale reisvergunningen. Het elektronisch document is nodig om bepaalde landen (of rechtsgebieden) binnen te reizen, meestal samen met een geldig internationaal paspoort. Deze elektronische reisdocumenten hebben aan populariteit gewonnen in het moderne tijdperk van digitale connectiviteit en gestroomlijnde reisprocessen.

## Landen
- het Europees systeem voor reisinformatie en -autorisatie voor reizigers naar het Schengengebied (Europese Unie)
- Verenigd Koninkrijk: vanaf 8 januari 2025 is een ETA vereist voor visumvrije nationaliteiten van buiten Europa. Europese visumvrije  nationaliteiten hebben een elektrische reisvergunning (ETA) nodig voor reizen naar het VK vanaf 2 april 2025.[1]
- Verenigde Staten: zie Electronic System for Travel Authorization (ESTA )

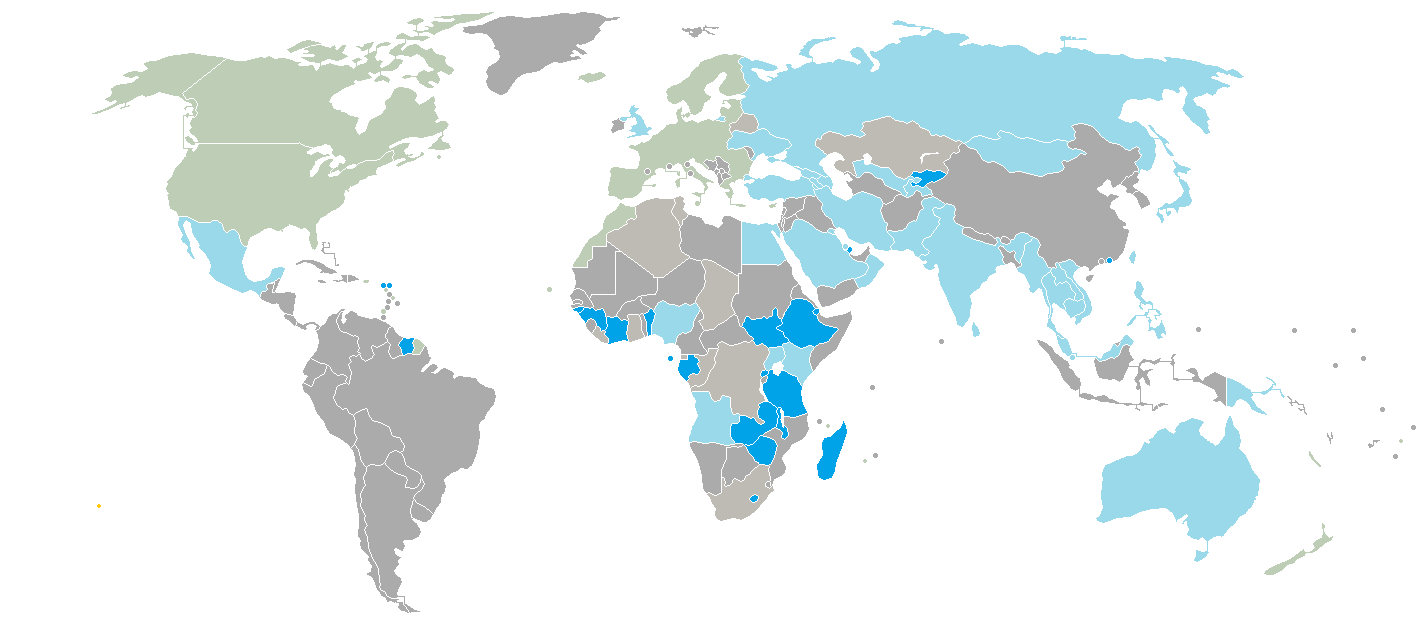
Elektronisch visum of ETA